# Ophisaurus ceroni
Ophisaurus ceroni är en ödleart som beskrevs av  Holman 1965. Ophisaurus ceroni ingår i släktet Ophisaurus och familjen kopparödlor. IUCN kategoriserar arten globalt som starkt hotad. Inga underarter finns listade i Catalogue of Life.